# Slezské sedlo
Slezské sedlo (polsky Przełęcz Karkonoska, německy Spindlerpass) je průsmyk o nadmořské výšce 1198 m ležící v hlavním krkonošském hřebeni, nad obcí Przesieka mezi horami Malý Šišák a Dívčí kameny. Prochází jím polsko-česká státní hranice.
Výrazná sníženina uprostřed Slezského hřbetu se skládá ze dvou průsmyků. Prvním ze západu a hlubším je průsmyk Dołek (1178 m n. m.), za horou Čihadlo (Krkonoše) (1213 m n. m.) se nachází vlastní Slezské sedlo ve výšce 1198 m n. m., k němuž vede asfaltová silnice z české i polské strany. Její polský úsek je silně erodovaný a uzavřený pro automobilovou dopravu. Vzhledem k výškovému rozdílu, který od spodní části výstupu z Podgórzynu (347 m n. m.) k vrcholu sedla činí 891 metrů (na délce 12,44 km), se jedná o nejobtížnější silniční výstup v Polsku. Jeho sklon místy dosahuje 29 % a průměr nejstrmějšího úseku je 16 %.
Mírně nad průsmykem se nachází polská horská chata Odrodzenie a (níže) český hotel Špindlerova bouda se standardem 3,5 hvězdičky, na samotném průsmyku pak bývalá budova pohraniční stráže. Na české straně, asi 300 m pod Špindlerovou boudou, se nachází také vojenské rekreační středisko VS Malý Šišak, které bylo postaveno v meziválečném období a tehdy se jmenovalo Adolf-Baude. Nedaleko, při silnici vedoucí do Špindlerova Mlýna, se nachází několik dalších turistických objektů.

## Turistické trasy
- Červená turistická trasa Hlavní sudetská magistrála, Cesta česko-polského přátelství: Szklarska Poreba – Szrenica – Mužské kameny – Slezské sedlo – Stříbrný hřbet – průsmyk Pod Sněžkou
- zelená turistická trasa Stezka nad Reglami: Svinské kameny – Hutniczy Grzbiet – Slezské sedlo – Pielgrzymy
- Modrá turistická trasa do Podgórzynu přes Przesieku
- Modrá turistická trasa – na Medvědí Boudy
- Zelená značka – na Voseckou Boudu
- Žlutá turistická trasa – do Špindlerova Mlýna.